# Tamias alpinus
La tamia alpina (Tamias alpinus) es una especie de mamífero roedor esciuromorfo de la familia Sciuridae nativo de los lugares altos de la Sierra Nevada de California, en Estados Unidos.
Esta ardilla ha sido observada en altitudes desde los 2.300 m s. n. m. (7.500 pies)
hasta los 3.900 m s. n. m. (12.800 pies).

## Descripción
Tienen frente castaña, tres rayas blancas en las mejillas y cuatro en la espalda, y pesan alrededor de 80 g.

## Comportamiento
Son consideradas como animales diurnos, aunque llegan a tener actividad nocturna durante el verano. Su período de hibernación comienza en noviembre y termina en abril.

### Alimentación
La tamia alpina se alimenta principalmente de semillas y hierba. Suele alimentarse en el suelo. No suele requerir otra fuente de agua más que su comida, aunque si se llegara a presentar la oportunidad, también bebería agua.